# Gaio Voluseno
Gaio Voluseno Quadrato (in latino Gaius Volusenus; I secolo a.C.) è stato un militare romano che servì nell'esercito di Cesare, prima durante la conquista della Gallia e poi durante la guerra civile contro Pompeo.

## Biografia
In Gallia servì come tribuno militare nella XII legione sotto il comando del legato Servio Sulpicio Galba, distinguendosi nel 57 a.C., quando Galba fu sconfitto in battaglia dai nantuati.
Nel 55 a.C. fu inviato in avanscoperta in Britannia da Cesare con una nave da guerra per reperire informazioni su quell'isola, in vista della prima spedizione di Cesare in questa terra., approdando forse sulla costa del Kent, tra Hythe e Sandwich. 
In seguito, Voluseno divenne praefectus equitum. Nel 53 a.C., durante la rivolta di Ambiorige, fu mandato con la cavalleria ad aiutare Quinto Tullio Cicerone, fratello del celebre oratore, che era assediato dai sigambri ad Atuatuca.
Fu lui, su ordine di Labieno, a tentare insieme a dei centurioni di uccidere il re filo-romano Commio, sospettato di aver cospirato contro Cesare.
Nel 51 a.C., Voluseno servì come comandante di cavalleria sotto Marco Antonio, e nell'inverno di quell'anno gli fu ordinato di dare la caccia a Commio, che stava conducendo delle azioni di guerriglia. Alla fine, Voluseno riuscì a sconfiggere Commio.
Nel 48 a.C., durante la guerra civile tra Cesare Pompeo, Roscillo e Ego, due nobili gallici che servivano nella cavalleria cesariana, decisero di passare dalla parte di Pompeo. Tentarono quindi di assassinare Voluseno per presentarsi al campo pompeiano con queste credenziali.
Dopo la vittoria di Cesare, Voluseno divenne tribuno della plebe. Dopo l'assassinio di Cesare, si schierò dalla parte di Marco Antonio.

## Problemi
Esiste comunque un problema nell'identificazione di questo personaggio e quindi nella ricostruzione della biografia. Tranne un cenno di Cicerone, tutto quello che si sa su Voluseno viene dalle opere di Cesare. Ma nel De bello Gallico sono citati due nomi simili: Gaio Voluseno e Gaio Voluseno Quadrato (quello che compare anche nel De bello civili). Secondo alcuni non si tratterebbe della stessa persona: il fatto che Gaio Voluseno Quadrato fosse un praefectus equitum non si accorderebbe col fatto che Gaio Voluseno sia menzionato col rango di tribuno militare.

## Cultura di massa
Il personaggio viene nominato (come Caio Voluseno) nella canzone Pagano del gruppo Elio e le Storie Tese, per l'appunto dopo aver citato un passo del De bello Gallico di Cesare.